# زیبایی خطرناک
زیبایی خطرناک (به انگلیسی: Dangerous Beauty) نام یک فیلم زندگی‌نامه‌ای و درام محصول ۱۹۹۸ آمریکا است که بر اساس رمان زندگی‌نامه‌ای فاحشه راستگو (به انگلیسی: The Honest Courtesan) به قلم مارگارت روزنتال (به انگلیسی: Margaret Rosenthal) نوشته شده است. این رمان و کتاب نقلی از زندگی واقعی ورونیکا فرانکو، معروفترین فاحشه دربار پادشاهی ایتالیا در شهر ونیز بوده است. این فاحشه به علت زیبایی و متانت گل سر سبد فاحشه های دربار بود .